# J. G. Brill Company
Die J. G. Brill Company war ein Hersteller für Personentransportsysteme. Sie wurde 1868 gegründet und wuchs, auch durch mehrere Übernahmen, zum größten Hersteller von Straßenbahnwagen und Oberleitungsbussen in den USA. Das Geschäft mit Straßenbahnen wurde 1944 aufgegeben, 1954 wurde die Produktion ganz eingestellt.

## Geschichte

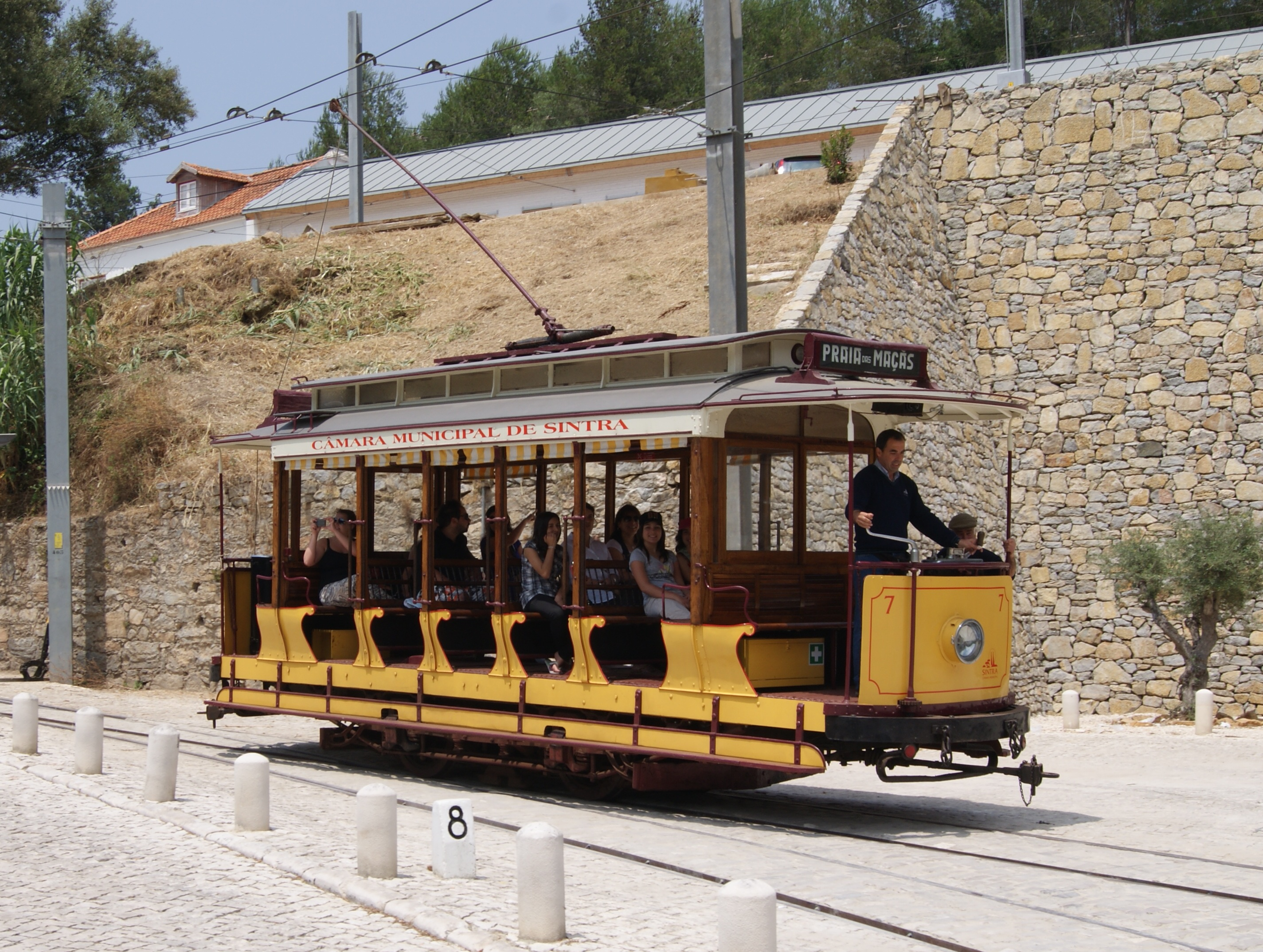
Brill-Straßenbahnwagen (Baujahr 1903) im Betrieb in Sintra, 2010

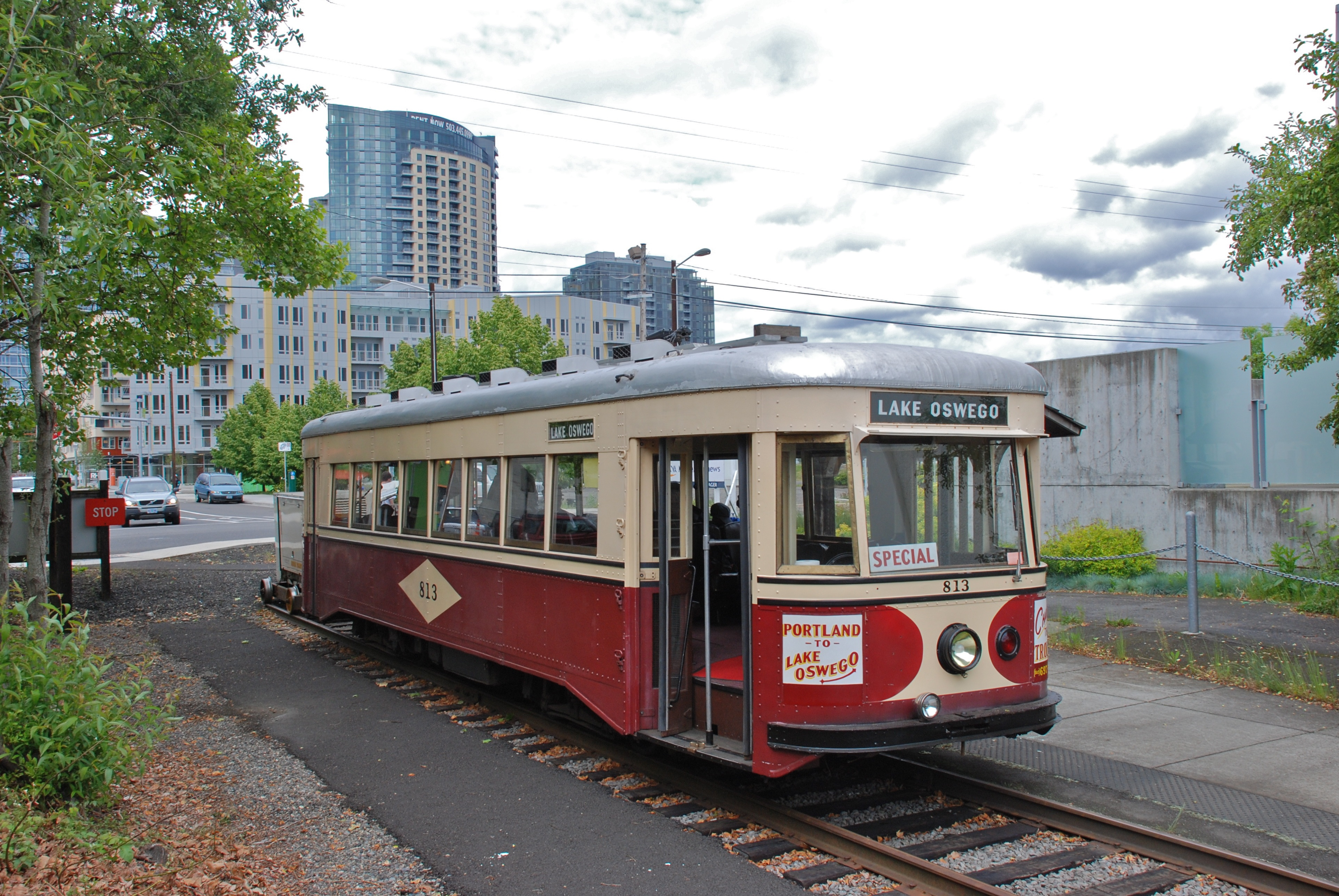
Brill-Straßenbahnwagen (Baujahr 1932) in Portland, 2010

Das Unternehmen wurde 1868 von dem deutschen Einwanderer Johann Georg Brill als „J. G. Brill & Son.“ in Philadelphia gründet. Aufgrund des innovativen Design der Fahrzeuge wurden sie bald in die gesamte USA und Kanada verkauft. Die ab 1887 „J. G. Brill Company“ benannte Gesellschaft verkaufte jedoch auch eine Vielzahl an Fahrzeugen nach Lateinamerika und Australien.
Um 1899 versuchte die Gesellschaft den Aufbau eines Trusts, das den Markt für elektrische Straßenbahnen beherrschen sollte. Diese Consolidated Street Car Company, die fast alle einschlägigen Hersteller einschließen sollte, kam schließlich nicht zustande.
Ab 1902 wurden zur Expansion folgende Waggon-Hersteller aufgekauft:
- American Car Company, St. Louis (Missouri) (1902)[1]
- G. C. Kuhlman Car Company, Cleveland (Ohio) (1904)[2]
- John Stephenson Car Company, Elizabeth (New Jersey) (1904); diese Anlagen wurden 1919 wieder verkauft.[1]
- Wason Manufacturing Co., Springfield (Massachusetts) (1906)[1]

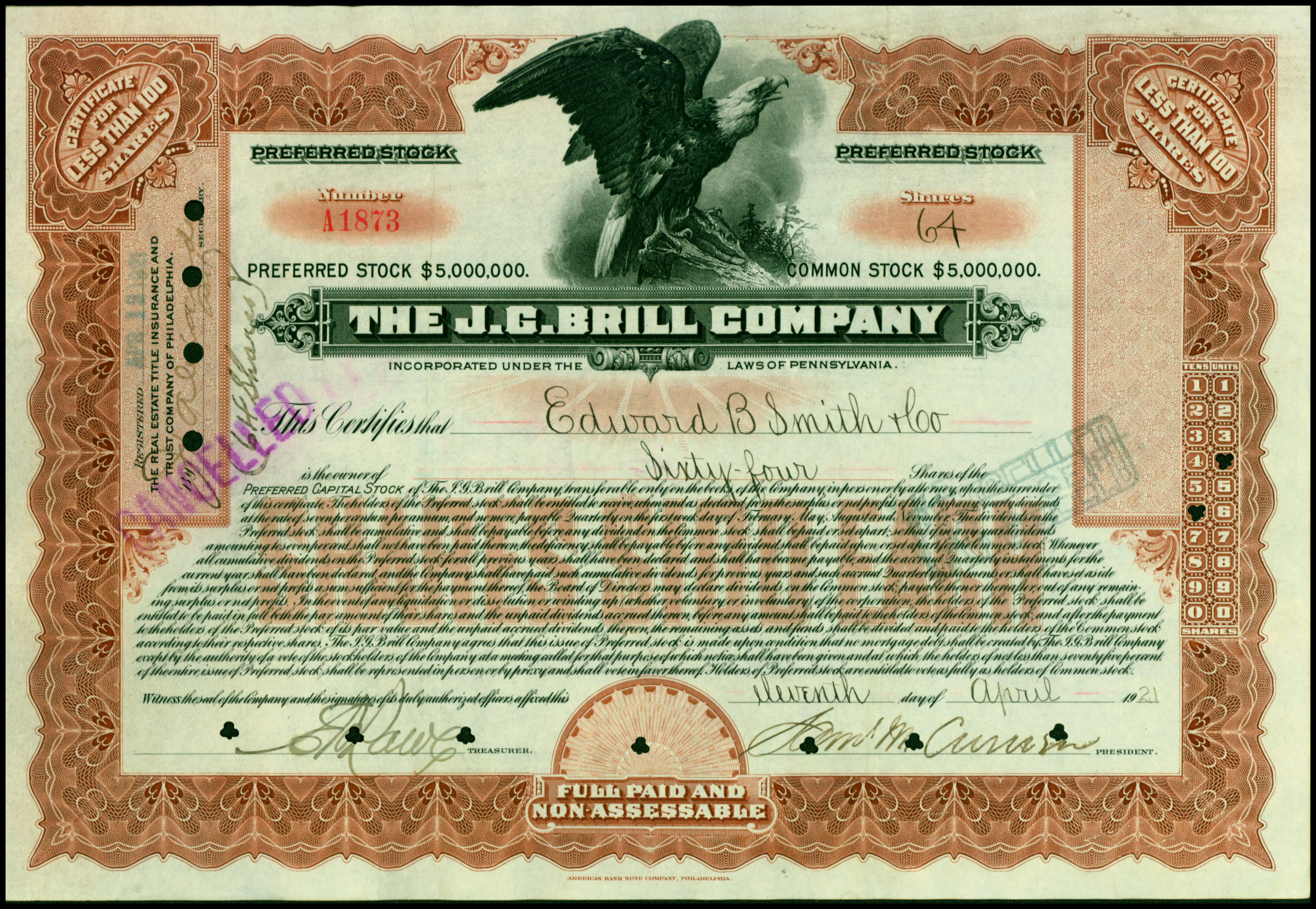
Aktie der J. C. Brill Company vom 11. April 1921

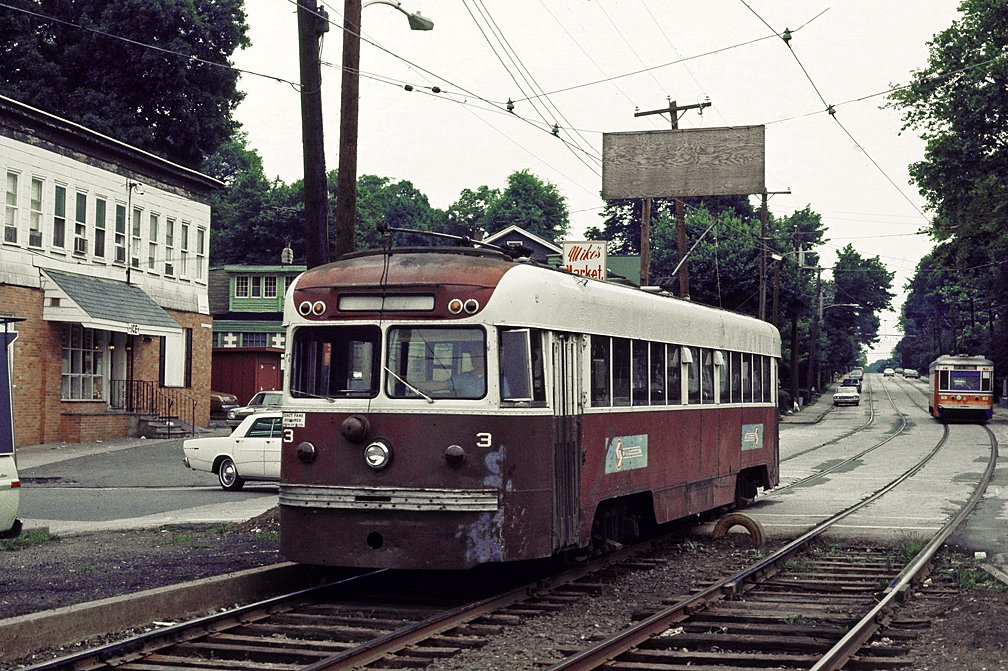
Der Brilliner war Brills Gegenentwurf zum PCC-Wagen

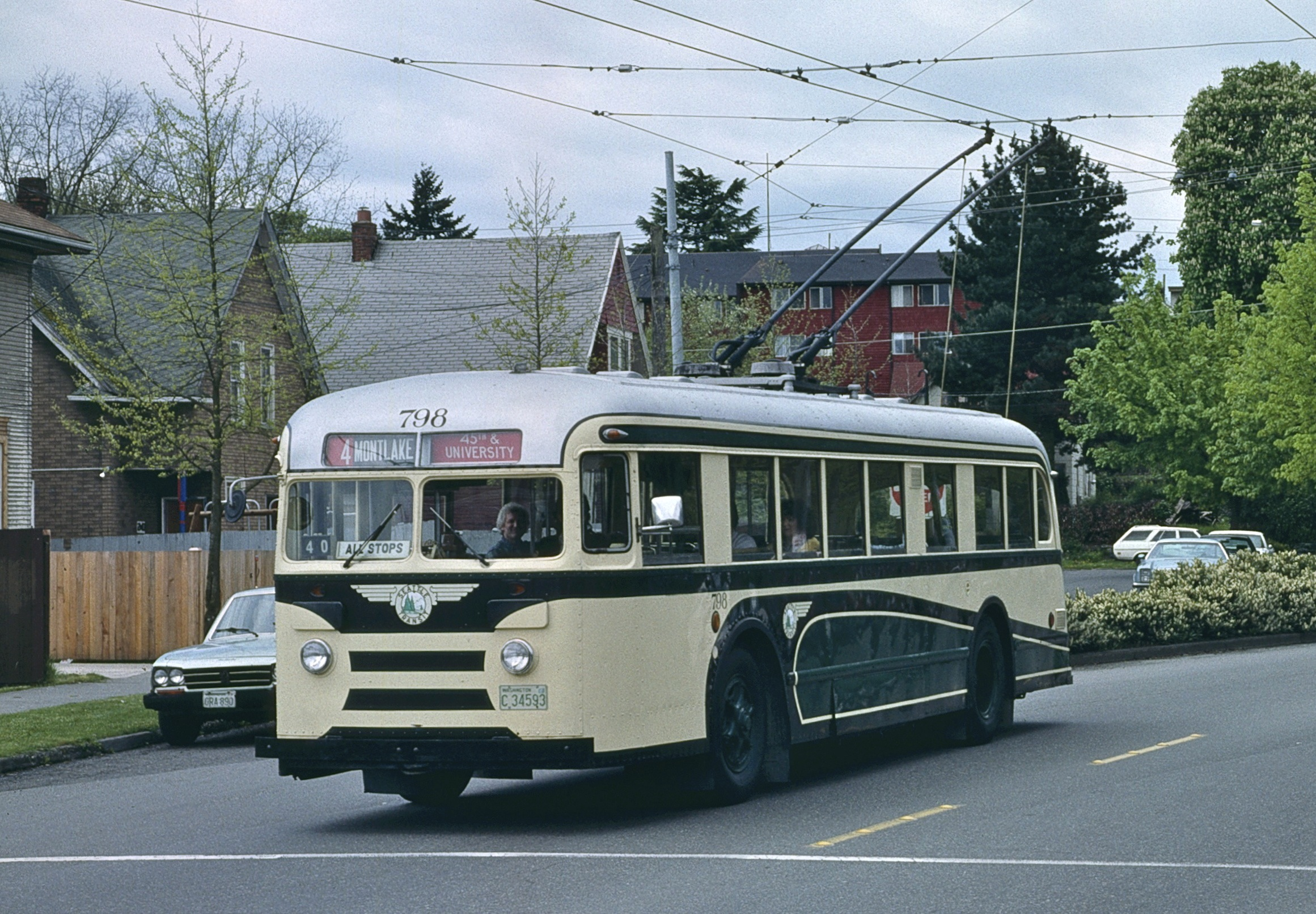
Ein Brill-Oberleitungsbus (Baujahr 1940) in Seattle, 1990

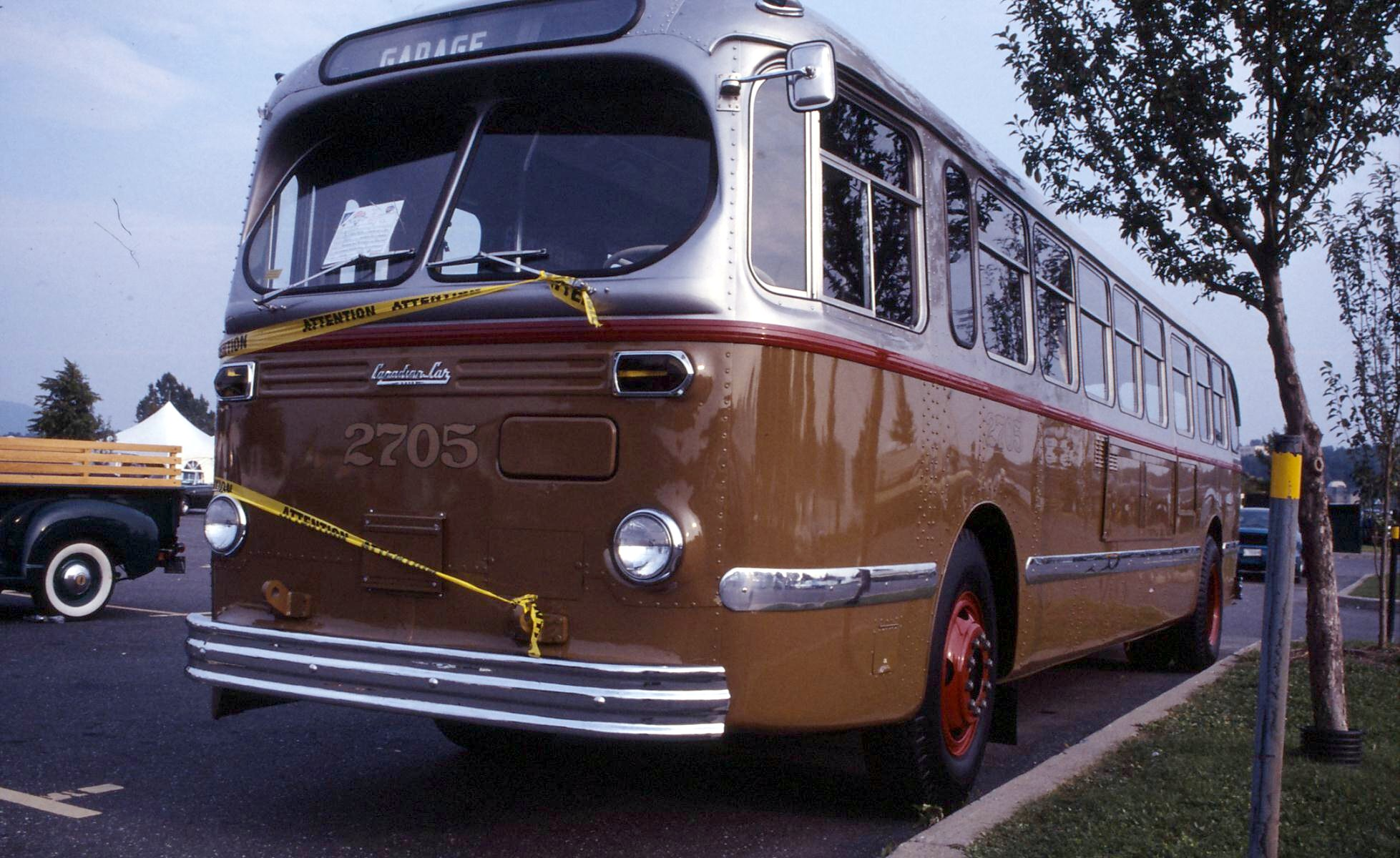
Brill-Omnibus (Baujahr 1952)

Am 6. Februar 1907 erwarb J.G. Brill eine Mehrheit an der Danville Car Company in Danville (Illinois).
In Frankreich (Compagnie J. G. Brill) und Kanada (Canadian Brill Co.) wurden Tochterunternehmen gegründet. Im Ersten Weltkrieg produzierte die Gesellschaft fast ausschließlich Kriegsmaterial für die USA und deren Verbündete. Insbesondere wurde 1917, gemeinsam mit J. G. White & Company, die Springfield Aircraft Corporation zur Herstellung von Kampfflugzeugen eingerichtet. Dieses Unternehmen wurde nach Kriegsende wieder eingestellt.
Eine kurze Kooperation gab es mit der Packard Motor Car Company, deren Nutzfahrzeugabteilung Oberleitungsbusse mit Brill-Technik herstellte, unter anderem für die Städte Detroit und Toronto. Das Projekt endete mit Packards Ausstieg aus dem LKW-Markt 1923.
1926 übernahm der 1899 gegründete Nutzfahrzeug- und Karosseriehersteller American Car & Foundry (ACF) die Mehrheit an Brill. Mit der Brill Corporation wurde eine Holding gegründet, welcher die Mehrheiten an der J. G. Brill Co. und den verschiedenen Waggonfabriken übertragen wurde.
Über ACF kam es auch zu einer Kooperation mit Fageol Twin Coach; dieses Unternehmen bestand als Flxible/Twin Coach bis in die 1960er Jahre.
Mitte der 1930er-Jahre wurde das Geschäft aufgrund des zunehmenden Automobilverkehrs, der Weltwirtschaftskrise und starker Konkurrenz immer schwieriger. 1933 wies das Unternehmen einen Verlust von US$ 1 Mio. aus. Die Werke wurden nach und nach geschlossen; 1941 auch in Philadelphia, nachdem auch der neue, von Industriedesigner Raymond Loewy (1893–1986) mitgestaltete „Brilliner“-Straßenbahnwagen erfolglos geblieben war. Dieses Modell war als Antwort auf die neue PCC-Serie gedacht, die als Kooperation von Zulieferern und Verkehrsgesellschaften entstanden war. Deren Entwurf stammte von Otto Kuhler (1894–1977).
Die Firma hielt viele Patente z. B. für Signalhörner und automatische Türöffner.
In Fort Edward (Ontario, Kanada) bestand seit 1922 eine Niederlassung, welche Brill- und ACF-Brill Fahrzeuge in Lizenz herstellte. Markennamen waren Canadian Brill und nach 1944 bis 1954 Canadian Car & Foundry-Brill (CCF-Brill).
Im Juli 1944 wurde das Geschäft mit Straßenbahnen aufgegeben; die J. G. Brill Co. wurde komplett in ACF-Brill integriert. Bei ACF-Brill entstanden weiterhin Straßenfahrzeuge für den öffentlichen Verkehr. Am 31. Januar 1946 übernahm der Flugzeughersteller und Rüstungskonzern Consolidated Vultee Aircraft Corporation (später: Convair) für US$ 7,5 Mio. diesen Konzern, die Produktion endete 1954.
Während der über siebzigjährigen Geschichte der J. G. Brill Co. produzierte diese bis 1944 mehr als 45.000 Eisenbahnwaggons, Straßenbahnwagen, Oberleitungsbusse, Omnibusse, Fahrgestelle und ähnliches.

## Erzeugnisse

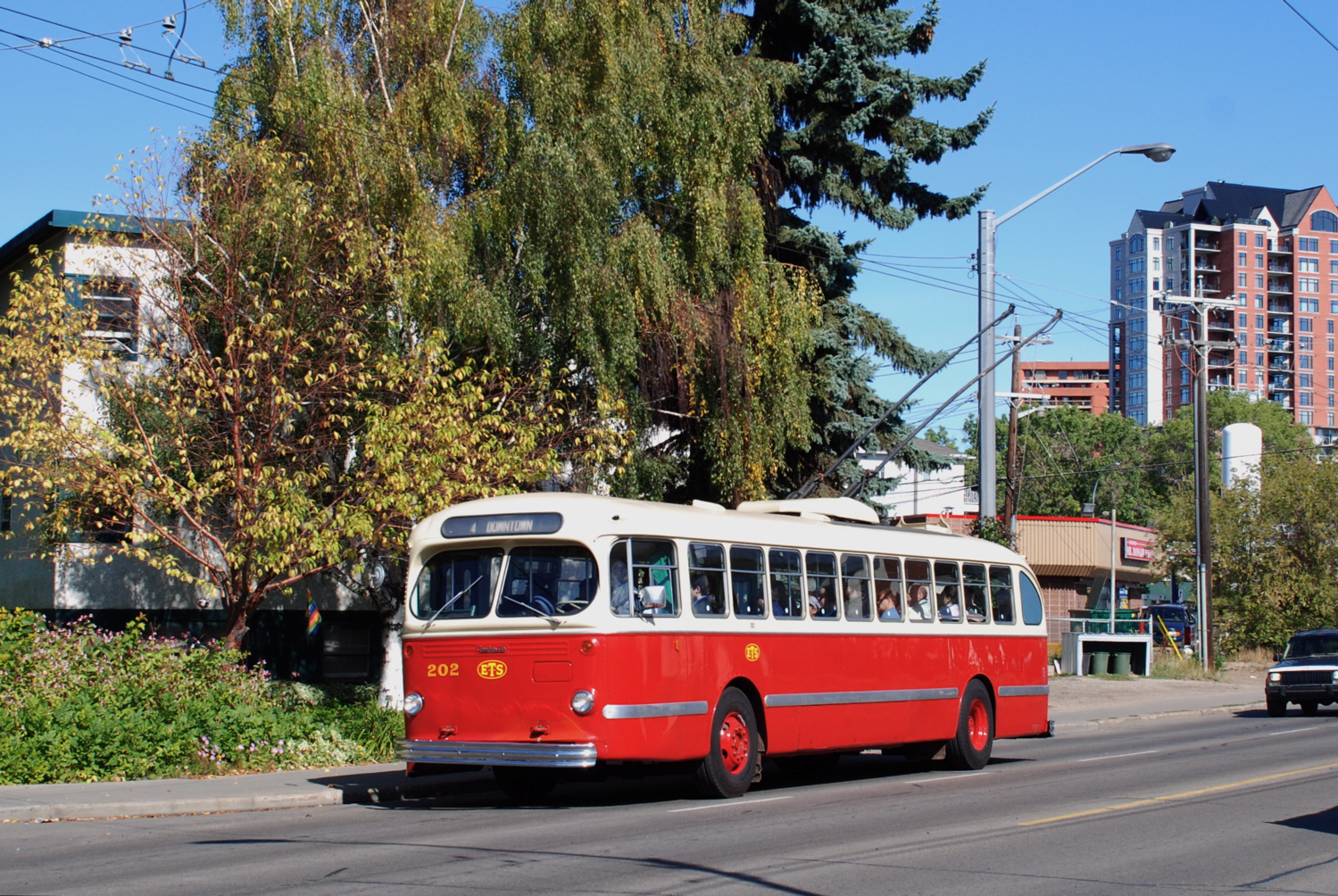
Historischer Brill-Oberleitungsbus (Baujahr 1954)

- Fageol/Brill Twin Coach 44S
- Brill Bullet Straßenbahnwagen
- Brilliner Straßenbahnwagen
- C-36 Stadtbus
- IC-41 Reisebus